# Čechůvky
Čechůvky – dzielnica, część miasta Prościejów, położona w kraju ołomunieckim, w powiecie Prościejów, w Czechach.

## Literatura
- BARTKOVÁ, Hana, DOLÁK, Karel, LUŽNÝ, Jan. Historie Čechůvek a kaplička sv. Otýlie. Prostějov 2007.
- BARTKOVÁ, Hana. Kříž u Čechůvek: neznámý mecenáš přežil válečnou řež. Prostějovský týden, 2008, 18(37), s. 4. Prostějovský deník, 2008, 213.
- FAKTOR, František: Popis okresního hejtmanství prostějovského. Praha 1898, s. 60-61.
- WOLNY, Gregor: Die Markgraftschaft Mähren, topographisch, statistisch und historisch geschildert. V. Band. Olmützer Kreis. Brno 1839, s. 682-683.